# Llista d'autors balears de l'edat moderna en llatí
Aquesta és una llista d'autors balears que escriviren tota o part de la seva obra en llatí a l'edat moderna
| Índex A B C D E F G H I J K L M N O P Q R S T U V W X Y Z |

## A
- Arnau Albertí

## E
- Pere Jaume Esteve

## J
- Joan Jubí

## L
- Antoni Llull

## N
- Jeroni Nadal

## O
- Pere Bernat Olesa

## R
- Jaume Romanyà